# Park Narodowy „Puszcza Białowieska”
Park Narodowy „Puszcza Białowieska” (biał. Нацыянальны парк Белавежская пушча) – park narodowy na Białorusi stworzony w 1991 w celu zachowania unikatowych zespołów Puszczy Białowieskiej znajdującej się na terenie Białorusi.

## Opis
Park znajduje się na terenie trzech rejonów: kamienieckiego, prużańskiego z obwodu brzeskiego i świsłockiego z obwodu grodzieńskiego. Rozległość parku z południa na północ wynosi 64 km, ze wschodu na zachód – 20 do 52 km. Powierzchnia parku wynosi 152 962 ha. Administracja parku znajduje się we wsi  Kamianiuki.